# Джонкеп, Бонавантюр
Бонавантюр Джонкеп (фр. Bonaventure Djonkep; 20 августа 1961, Бафанг, Камерун) — камерунский футболист, нападающий, главный тренер клуба «Нью-Спорт» и ассистент главного тренера сборной Камеруна по футболу.

## Карьера
На протяжении карьеры игрока Джонкеп играл только в «Унионе» из города Дуала. В период с 1981 года по 1995 год, выиграв чемпионат Камеруна 1990 года и национальный кубок в 1985 году. На международном уровне Джонкеп дебютировал в составе молодёжной сборной Камеруна (до 20 лет) на молодёжном чемпионате мира 1981 года, сыграв во всех трёх матчах группового этапа и забив два мяча соперникам из сборной Австралии.
В составе основной сборной страны сыграл в двух отборочных матчах против Замбии в апреле 1985 года, в рамках квалификации к чемпионату мира 1986 года. Затем играл за Камерун на Всеафриканских играх 1987 года и на Кубке африканских наций 1988 года.